# Anne-Lise Koehler
Pour les articles homonymes, voir Koehler.
Anne-Lise Koehler, dite aussi Anne-Lise Lourdelet-Koehler, est une sculptrice, directrice artistique, chef décoratrice et réalisatrice de films d'animation française née le 15 mars 1970.
Elle a notamment co-réalisé avec Éric Serre Bonjour le monde !, lauréat du Cristal de la meilleure production télévisée au Festival international du film d'animation d'Annecy en 2015. Elle est aussi une collaboratrice régulière de Michel Ocelot, pour lequel elle a notamment été cheffe décoratrice pour Kirikou et la Sorcière et créatrice des décors pour Azur et Asmar.
En tant que sculptrice, elle conçoit des oiseaux et des prairies fleuries en papier,.

## Biographie
Anne-Lise Koehler s'intéresse dès l'adolescence à la peinture en prenant des cours chez les peintres Thora et Jean-Marie Creuzeau. Anne-Lise Koehler étudie à l'École des beaux-arts de Paris, où elle suit des cours de morphologie sous la direction de Jean-François Debord et Philippe Comar. Elle étudie l'animation à l'école des Gobelins à Paris où elle rencontre le futur réalisateur Éric Serre, avec qui elle collaborera par la suite sur plusieurs projets. Elle s'intéresse à la sculpture, notamment d'oiseaux, de plantes et d'insectes, mais également à l'animation et au cinéma. Pour ses sculptures en papier mâché, elle utilise des vieux volumes de la collection La Pléiade.
Après avoir obtenu son diplôme, elle expose au Muséum d'histoire naturelle de Tours, puis à celui de Bourges, ainsi qu'au Musée au fil du papier de Pont-à-Mousson et au Festival international du film ornithologique de Ménigoute. Elle rencontre Michel Ocelot alors qu'il est en train de développer son projet de long métrage d'animation Kirikou et la Sorcière. Très enthousiasmée par ce projet, Anne-Lise Koehler travaille pour la première fois dans l'animation pour ce film, sorti en 1998. En 2006, elle travaille pour les décors et les animaux du film d'animation Azur et Asmar, lui aussi réalisé par Michel Ocelot.
Elle s'essaie également au stylisme en 2007 en créant le costume porté par le danseur dans le clip vidéo que Michel Ocelot réalise pour la chanson Earth Intruders de Björk. En 2010, Koehler travaille sur les décors de la série Dragons et Princesses de Michel Ocelot et, l'année suivante, elle participe au film d'animation Les Contes de la nuit, toujours réalisé par Ocelot[réf. nécessaire].
En 2013, elle assure la direction artistique des effets spéciaux du documentaire Il était une forêt de Luc Jacquet.
En 2015, elle est réalisatrice, avec Éric Serre, du film pilote Bonjour le monde !, produit par Normaal Animation et présenté au Festival international du film d'animation d'Annecy 2015, où cette œuvre remporte le Cristal de la production télévisée. Initialement prévu pour impulser une série télévisée, Bonjour le monde ! sort finalement au cinéma en 2019.
En 2022, elle participe, dans le cadre du festival Iconic, à l’exposition Made in Montpellier, à la Halle Tropisme à Montpellier, en présentant une œuvre, Immersion, mêlant sculpture en papier mâché et réalité augmentée, animée par Éric Serre.

## Filmographie
Sauf indication contraire, les informations mentionnées dans cette section peuvent être confirmées par les bases de données cinématographiques IMDb et Allociné,  présentes dans la section « Liens externes ».
- 1998 : Kirikou et la Sorcière de Michel Ocelot, cheffe décoratrice.
- 1998 : L'Œil du loup (court métrage) de Hoël Caouissin, animatrice.
- 2006 : Azur et Asmar de Michel Ocelot, directrice artistique.
- 2007 : Earth Intruders (clip vidéo de la chanson de Björk) de Michel Ocelot, création d'un costume.
- 2010-2011 : Dragons et Princesses (série d'animation) de Michel Ocelot, création des décors.
- 2011 : Les Contes de la nuit de Michel Ocelot, création des décors.
- 2013 : Il était une forêt (documentaire) de Luc Jacquet, co-direction artistique des effets spéciaux avec Éric Serre.
- 2015 : Bonjour le monde ! - auteure et co-réalisatrice avec Éric Serre.